# John Connolly (vescovo)
John Connolly (Monknewtown, 1751 – New York, 6 febbraio 1825) è stato un religioso e vescovo cattolico irlandese, vescovo della diocesi di New York.

## Biografia
Nato in Irlanda, John Connolly fu ordinato sacerdote il 22 settembre 1774 ed entrò a far parte dell'Ordine dei Frati Predicatori (domenicani).
Il 6 novembre 1814 fu consacrato vescovo di New York e governò la diocesi sino alla propria morte, avvenuta a New York il 6 febbraio 1825.
Il suo corpo è tumulato in una cripta della cattedrale di San Patrizio.

## Genealogia episcopale
La genealogia episcopale è:
- Cardinale Scipione Rebiba
- Cardinale Giulio Antonio Santori
- Cardinale Girolamo Bernerio, O.P.
- Arcivescovo Galeazzo Sanvitale
- Cardinale Ludovico Ludovisi
- Cardinale Luigi Caetani
- Cardinale Ulderico Carpegna
- Cardinale Paluzzo Paluzzi Altieri degli Albertoni
- Papa Benedetto XIII
- Papa Benedetto XIV
- Cardinale Giorgio Doria
- Arcivescovo Andrea Antonio Silverio Minucci
- Cardinale Cesare Brancadoro
- Vescovo John Connolly, O.P.